# Arpin (thị trấn), Wisconsin
Arpin là một thị trấn thuộc quận Wood, tiểu bang Wisconsin, Hoa Kỳ. Năm 2010, dân số của thị trấn này là 924 người.